# Fortul 8 (Antwerpen)
Fortul 8 este un fort situat în districtul Hoboken al orașului Antwerpen din Belgia și o parte a centurii de forturi Brialmont. Fortul ocupă aproape întreaga parte de sud a districtului și este unul dintre cele mai autentice și mai bine păstrate forturi Brialmont, deoarece nu a fost niciodată armat, întărit cu beton sau modernizat.

## Istoric
Fortul 8, a cărui construcție s-a desfășurat între 1860 și 1864, este unul din cele opt forturi destinate apărării orașului Antwerpen împotriva unor eventuale invazii și care constituiau așa-numita centură Brialmont. Lucrările s-au desfășurat sub supravegherea căpitanului și arhitectului de forturi Henri Alexis Brialmont, pe terenuri aparținând anterior unor domenii nobiliare, inclusiv Scaldisburg al contelui Moretus. Zidurile fortului au o înălțime remarcabilă, precum cele ale Fortului 7, iar construcția găzduia o baterie de artilerie, la fel ca Fortul 5 din Edegem. 
Fortul 8 se întinde pe o suprafață de 36 de hectare. La izbucnirea Primului Război Mondial el s-a dovedit însă inutil; tehnologia sa era deja depășită.

## Situația actuală
În 1977, fortul a fost cumpărat de fosta comună Hoboken. În acest moment, domeniul face parte din vasta zonă verde a districtului Hoboken și este, cu excepția fortului interior, accesibil fără restricții publicului. Fortul interior poate și el fi vizitat de turiști, însă doar însoțiți de ghizii de specialitate ai instituției. În fort se află o sală de sport și terenuri unde se pot practica atletism, badminton, baschet, handbal, korfball, volei și futsal. Fortul 8 este sediul mai multor organizații sportive (cea mai notabilă fiind Sportschuur), precum și de tineret.

## Galerie de imagini

Fortul 8
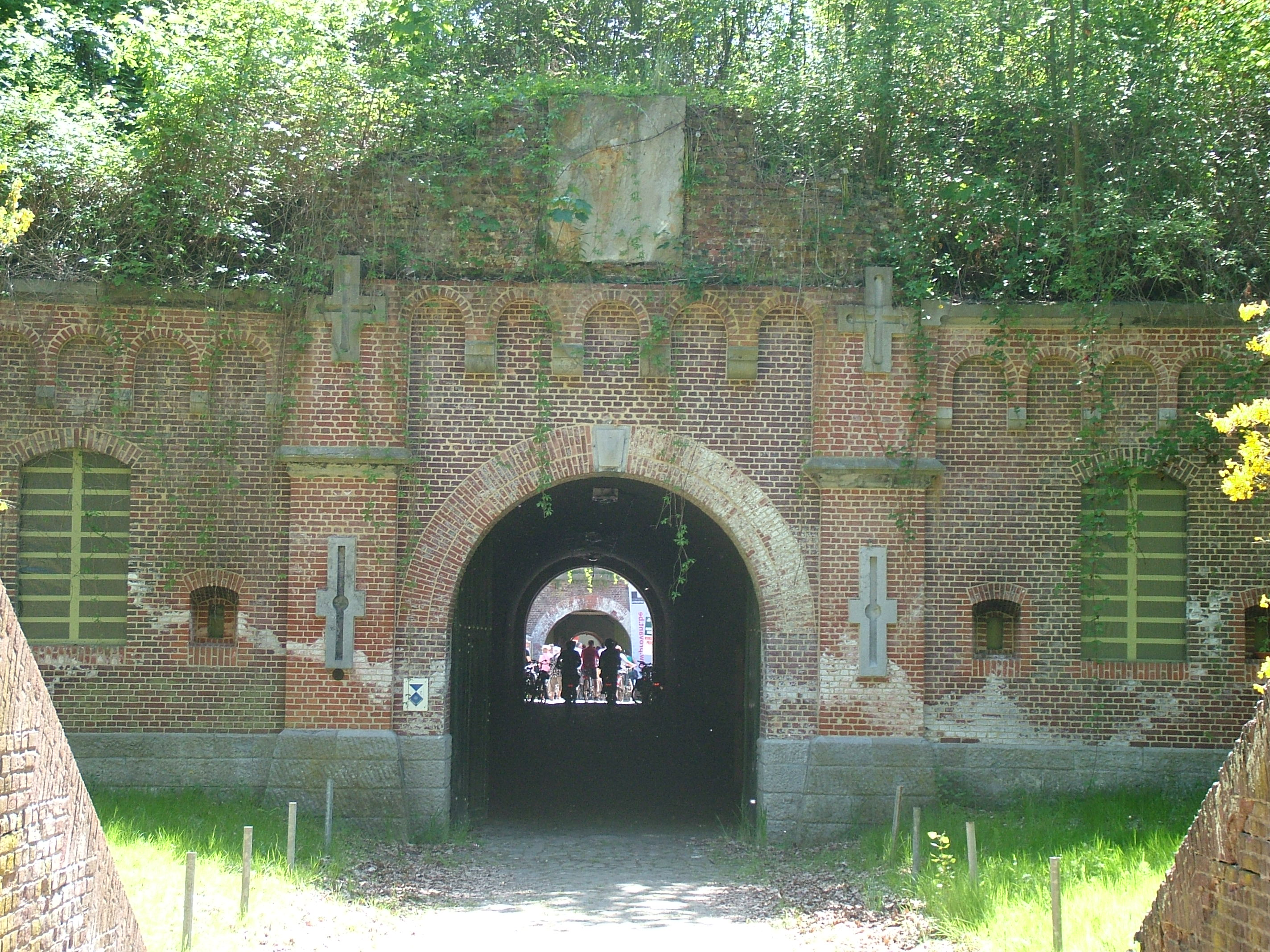
Poartă
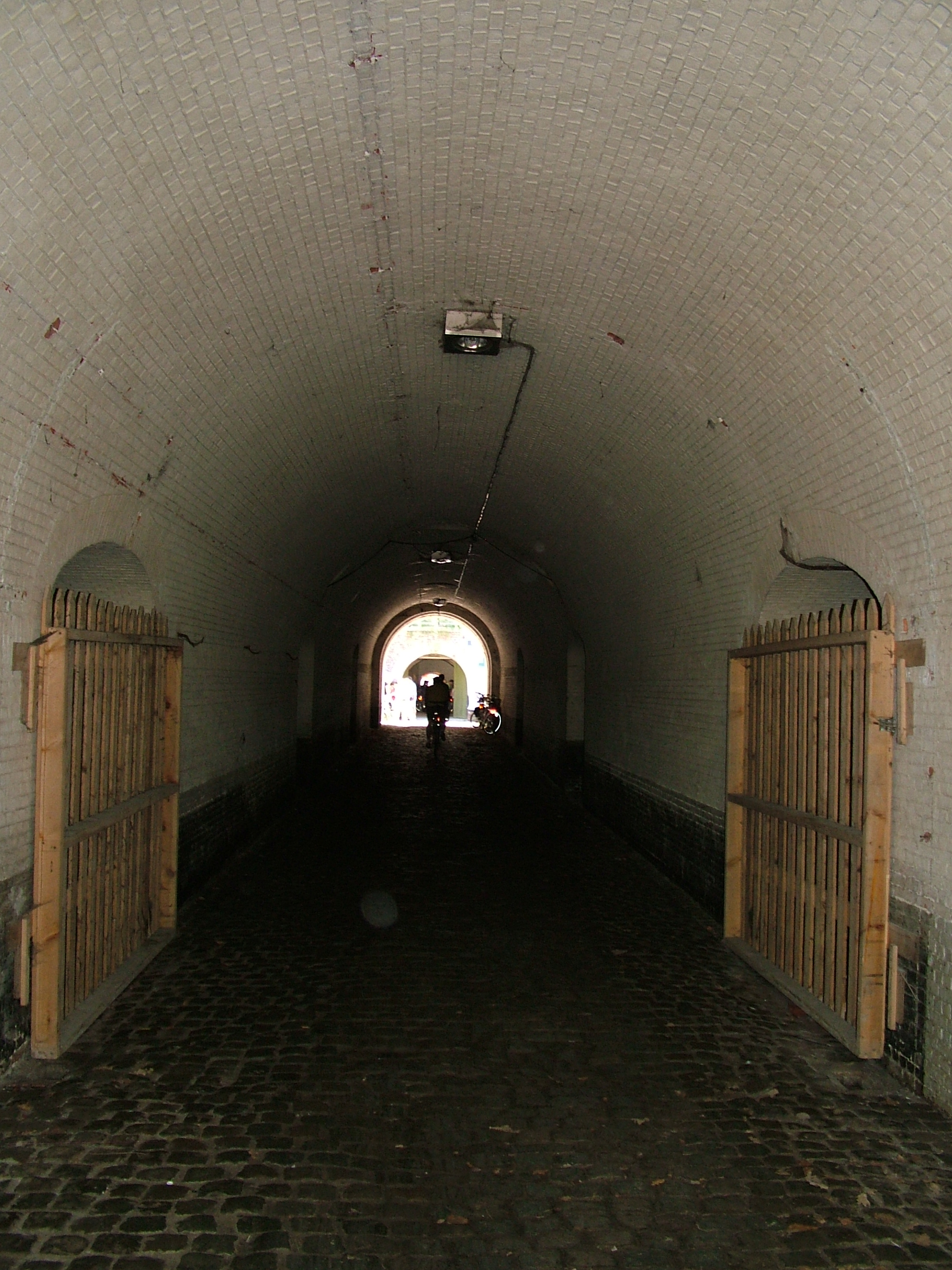
Intrare în fort
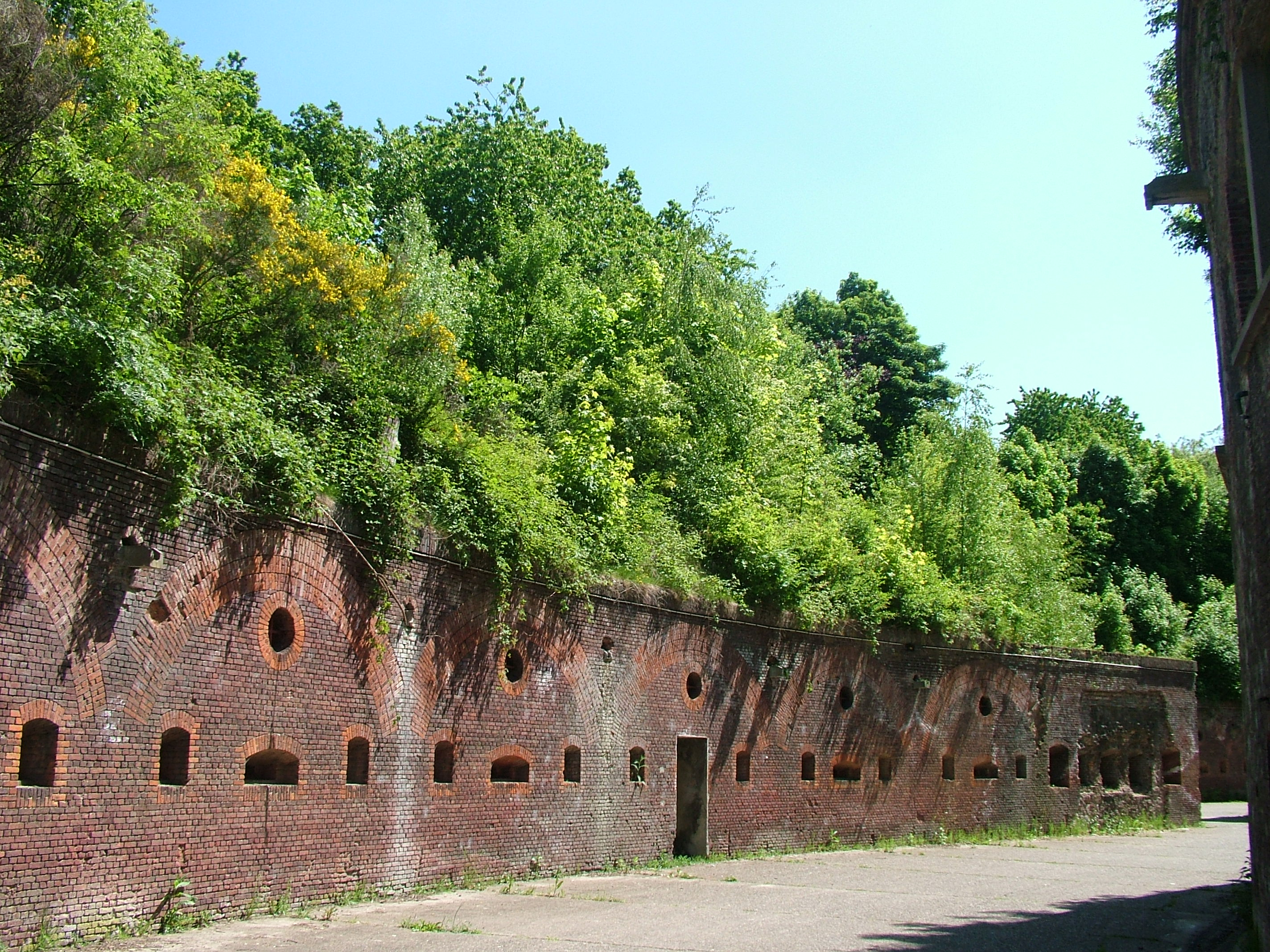
Fortul interior: zid de apărare
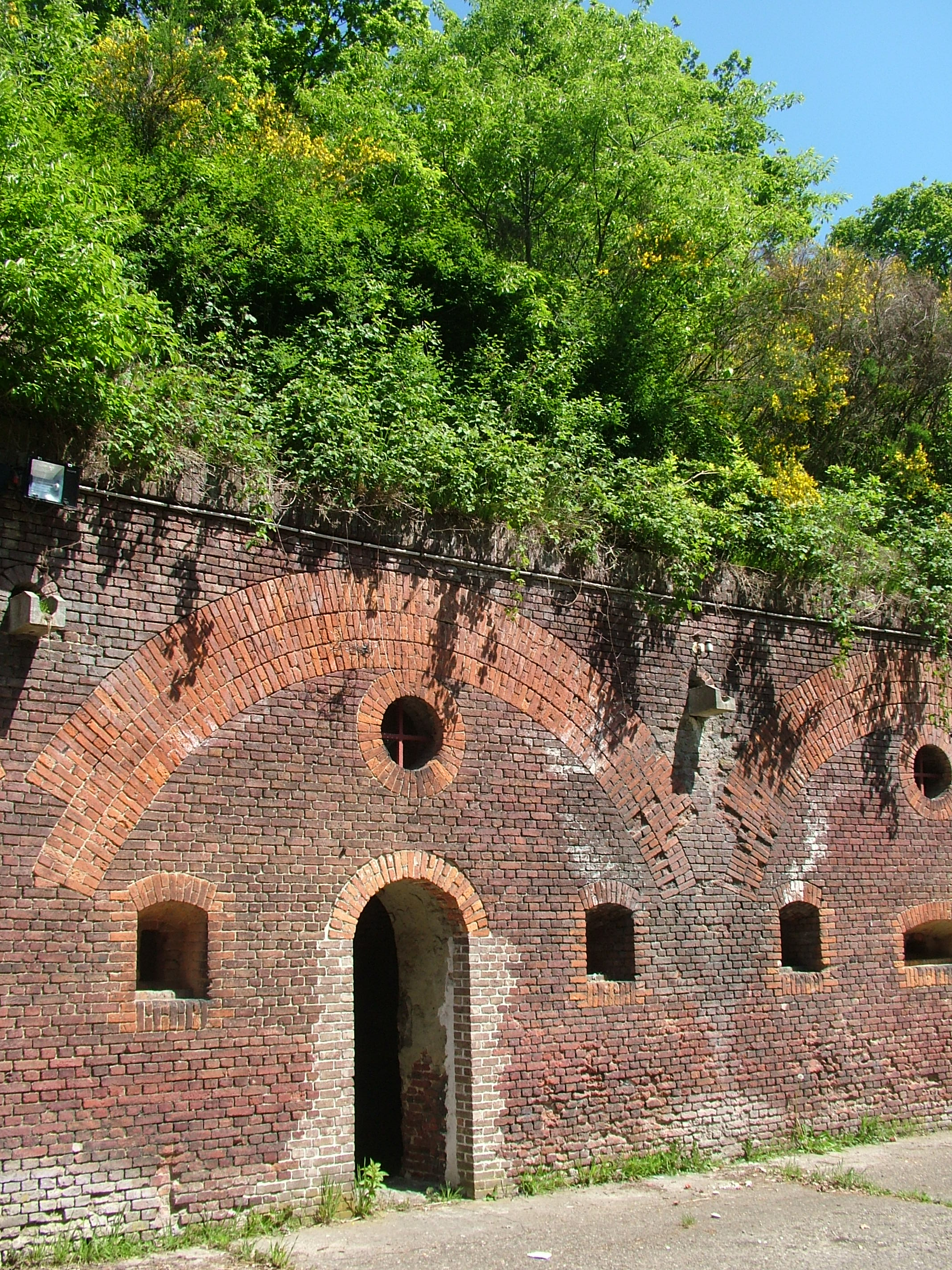
Fortul interior: detaliu
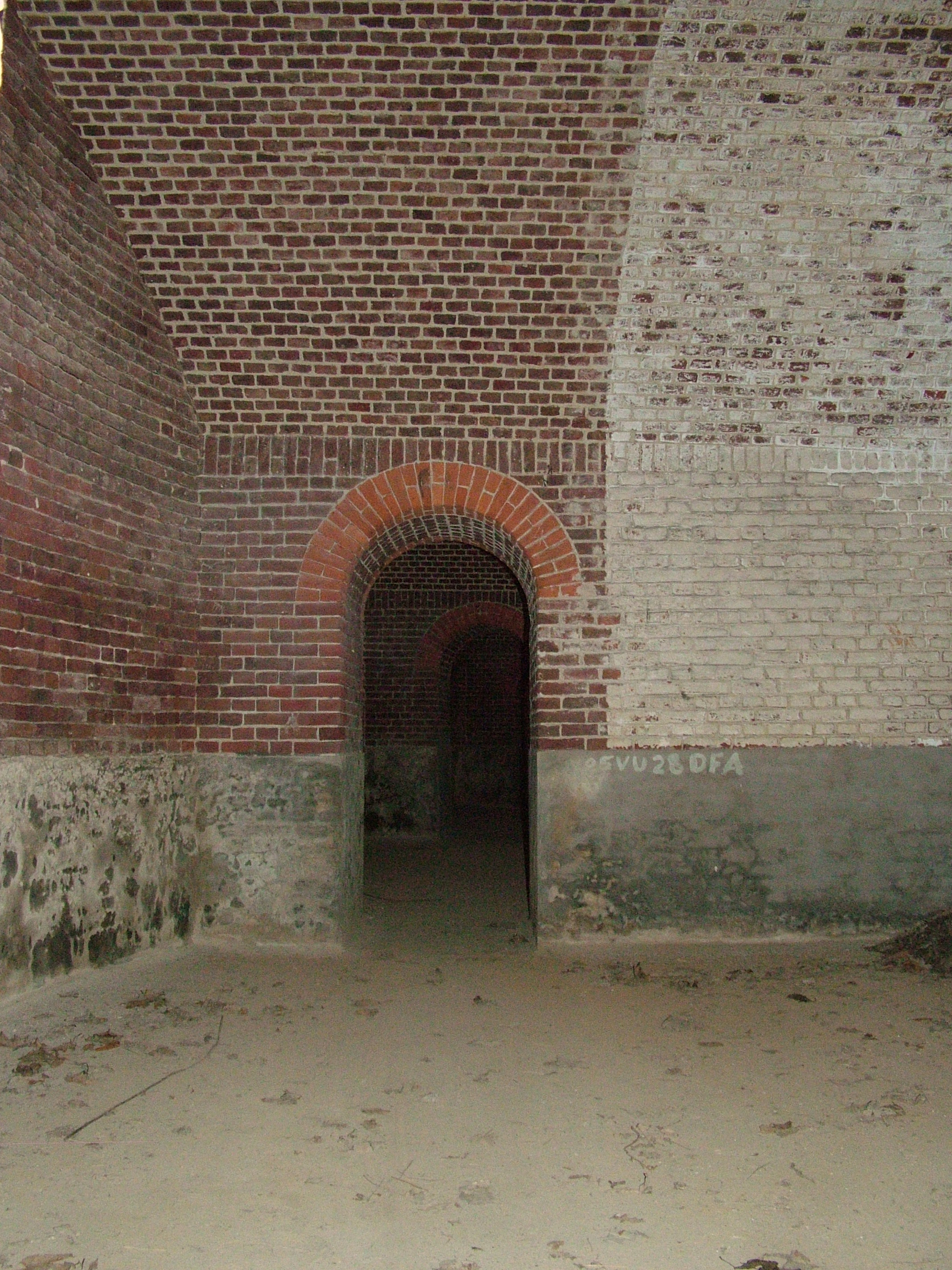
Acces în fortul interior